# Hildegarda z Sundgau
Hildegarda, Hermengarda (zm. 1 kwietnia 1046 w Jerozolimie) – druga żona hrabiego Andegawenii Fulka III Czarnego.
Pochodzenie Hildegardy nie jest znane. Istnieje przypuszczenie, jakoby była spokrewniona z rodem hrabiów z Nordgau. Do małżeństwa Hildegardy z Fulkiem doszło w 1001, po tragicznej śmierci pierwszej żony hrabiego, Elżbiety z Vendôme. Z małżeństwa z Fulkiem III Hildegarda doczekała się dwojga dzieci:
- Gotfryda II Martela - późniejszego hrabiego Andegawenii,
- Ermengardy (Blanki) - żony Gotfryda II Ferréola, hrabiego de Gâtinais, a po jego śmierci księcia burgundzkiego Roberta I.

Po śmierci męża została zakonnicą w Opactwie Sainte-Marie de Ronceray, który założyła w 1028. Zmarła podczas pielgrzymki do Jerozolimy i została pochowana w tamtejszej bazylice Grobu Świętego.